# 1050
Cette page concerne l'année 1050  du calendrier julien. Pour l'année 1050 av. J.-C., voir 1050 av. J.-C. Pour le nombre 1050, voir 1050 (nombre).
L'année 1050 est une année commune qui commence un lundi.

## Événements
- 15 avril, Pâques : 
  - Ouverture du concile de Rome[1]. Le pape Léon IX condamne pour la première fois le théologien Bérenger de Tours qui niait la présence réelle. La condamnation est renouvelée aux conciles de Tours, Brionne[2], Verceil (septembre) et Paris (16 octobre)[3]. Bérenger de Tours critique l’interprétation traditionnelle de l’Eucharistie en affirmant que le corps et le sang du Christ sont symboliquement et non physiquement présents dans le pain et le vin consacrés. Condamné à plusieurs reprises pour ses positions, il n’abjure jamais définitivement sa doctrine mais se retire dans le silence d’un monastère près de Tours où il meurt en 1088.
  - Pèlerinage à Rome de Macbeth Ier, roi d'Écosse[4] Arrivé pour Pâques, il distribue de l'argent aux pauvres de la ville[5]). Le jarl des Orcades Thorfinn Sigurdsson, descendant du roi Malcolm II d'Écosse, fait le voyage à Rome avec Macbeth[6]. Il finit par régner sur le Nord-ouest de l’Écosse.

- 1er juin : le vizir al-Yazuri administre l'Égypte fatimide jusqu'en 1058[7].
- 8 juin : bataille d'Andrinople[8]. Les Petchenègues ne peuvent prendre la ville. Nicéphore Bryenne, avec une armée d’auxiliaires francs et varègues, les force à évacuer la Thrace et leur inflige une sanglante défaite. Tyrach avec d’autres bandes parvient à s’installer dans la Bulgarie danubienne et occuper la Preslav[9].

- 16 juillet : première mention de la ville de Nuremberg, en Allemagne[10].
- 3 octobre : consécration de la cathédrale Saint-Étienne de Besançon et de son cimetière par le pape Léon IX[11],[12].

- L'empereur byzantin Constantin IX signe une trêve avec Toghrul-Beg au début de l'année[9].
- Début du règne de Udayādityavarman II, roi du Cambodge (fin en 1066)[13].
- Le comptoir de Hedeby, au sud du Danemark, est pillé et brûlé par les Norvégiens de Harald Haardraade. Après un raid des Slaves en 1066, Sliaswik (Schleswig) assume désormais son rôle dans la région[14].